# Mary Sauer Vincent
Mary Sauer Vincent (ur. 31 października 1975 w Green Bay  w stanie Wisconsin) – amerykańska lekkoatletka, specjalizująca się w skoku o tyczce.

## Osiągnięcia
- 12. miejsce podczas mistrzostw świata (Edmonton 2001)
- 7. lokata w pucharze świata (Madryt 2002)
- 10. miejsce na mistrzostwach świata (Paryż 2003)

## Rekordy życiowe
- skok o tyczce - 4,65 (2002)
- skok o tyczce (hala) - 4,61 (2002)